# Christian Ahlmann
Christian Ahlmann (Marl, 17 de dezembro de 1974) é um ginete de elite alemão, especialista em saltos. 

## Carreira
Christian Ahlmann representou seu país nos Jogos Olímpicos de 2004, 2008, 2012 e 2016. na qual conquistou a medalha de bronze nos saltos por equipes em 2004.

### Rio 2016
Christian Ahlmann por equipes conquistou a medalha de bronze montando Taloubet Z, ao lado de Daniel Deusser, Meredith Michaels-Beerbaum e Ludger Beerbaum.